# Iris Juda

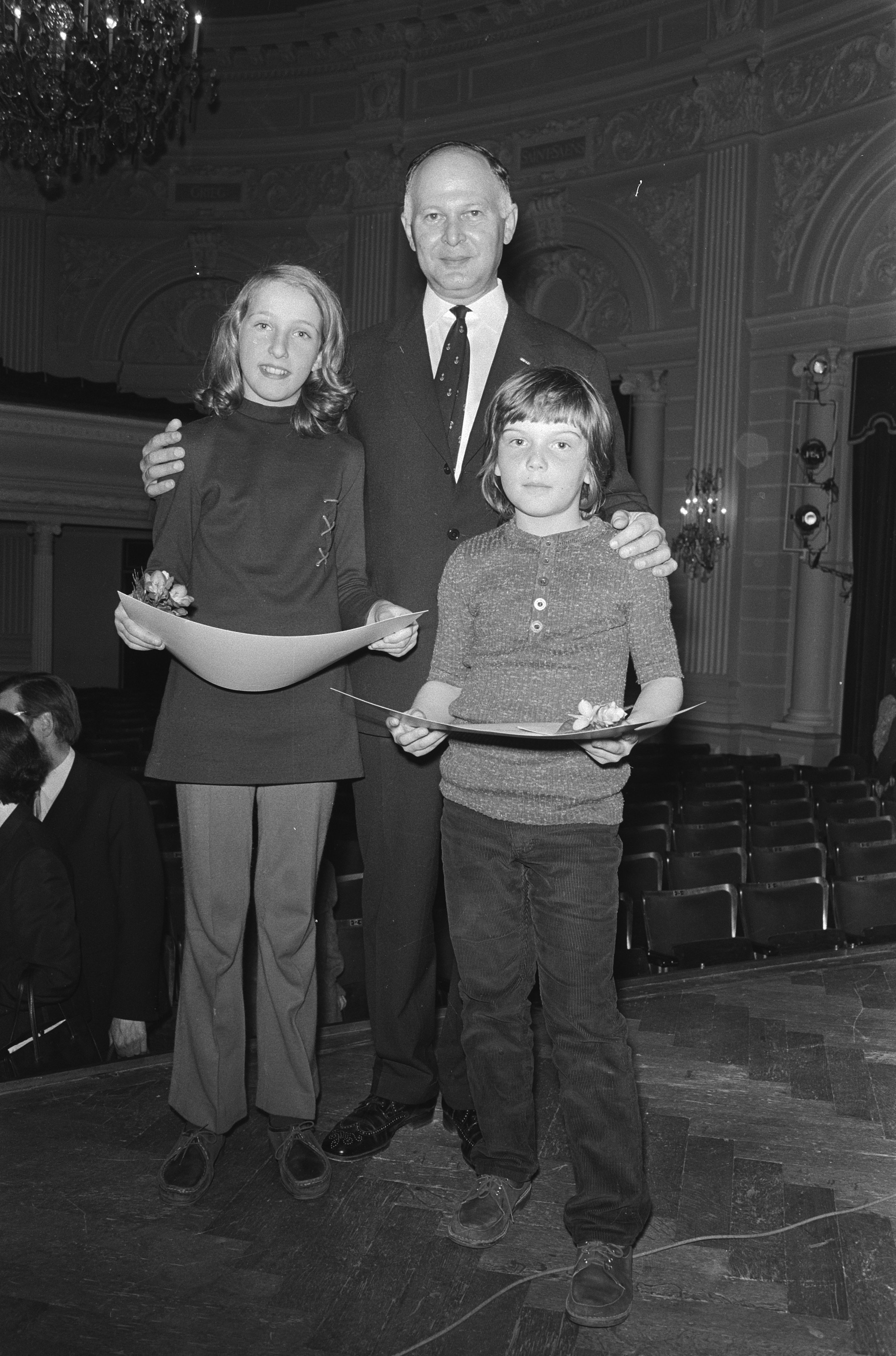
Iris Juda en Jaap van Zweden met Theo Olof op het vioolconcours voor jonge amateurs (1971)

Iris Elizabeth Juda (1958) is een Nederlands violiste.

## Privéleven
Iris is de dochter van Olga Juda-Haenen (1930-2009) en de violist Jo Juda (1909-1985), de eerste concertmeester van het Koninklijk Concertgebouworkest. Ze is de derde uit een gezin van vijf kinderen.
Juda is getrouwd met de Oostenrijkse violist en docent aan het "Mozarteum" Lukas Hagen. Het paar heeft twee kinderen en woont in Salzburg.

## Biografie
In 1971 won ze, samen met Jaap van Zweden, het vioolconcours voor jonge amateurs. Juda deed ook mee aan het televisieprogramma Stuif es in. Als kind speelde ze bij het bij het Hilversums Jeugd Orkest (HJO) en het Amersfoorts Jeugd Orkest (AJO). Na de middelbare school ging ze naar het Conservatorium van Amsterdam. Ze studeerde viool bij haar vader Jo Juda, Herman Krebbers en in Salzburg bij Sandor Végh. In 1978 werd ze geselecteerd voor het nieuw opgerichte European Community Youth Orchestra (ECYO). Toen in 1981 een leeftijdsgrens van 23 jaar werd ingevoerd, richtte ze, samen met andere leden van het ECYO, het Chamber Orchestra of Europe (COE) op. Hier speelt ze tegenwoordig nog en is ze tweede concertmeester.
In het kamerorkest Camerata Salzburg speelt ze altviool. Samen met haar man zette ze in 2004 het volks- en kamermuziekfestival "Hagen Open Festival" op, dat jaarlijks plaatsvindt in het kasteel van Feistritz in de buurt van Wenen.
Juda speelde onder andere in het Koninklijk Concertgebouworkest en het Lucerne Festival Orchestra.